# Taylor Mitchell
Taylor Josephine Stephanie Luciow bedre kendt som Taylor Mitchell (født august 1990 i Toronto, Ontario, Canada; død 28. oktober 2009) var en canadisk musiker indenfor folk-genren. Den 19 år gamle canadiske country- og folkesangerinde begav sig alene ud på fodtur i Cape Breton Highlands National Park i Nova Scotia.
Der blev hun blev angrebet af to, formentlig tre prærieulve af den hybride race Eastern Coyote, der er en krydsning mellem almindelig prærieulv og ægte ulve.
Andre fodturister, der befandt sig i området, hørte hendes skrig og alarmerede vagterne i nationalparken.
Da de ankom til stedet skød de mod prærieulvene, hvor en blev ramt men det lykkedes dem ikke at finde liget umiddelbart.
Taylor Mitchell lå blødende på bakken og var slemt skadet.
Mitchell blev fløjet med helikopter til sygehuset i provinshovedstaden Halifax, men hendes livet stod ikke til at redde og onsdag døde hun af skaderne.
Da det efterfølgende stod klart, at flokken af eastern coyotes helt atypisk fra almindelige coyotes, jagede på ulve-maner i flok, iværksatte man en reel jagt på den omhandlende flok. Man skød herefter 10 stk., hvor man med sikkerhed kunne udpege to individer som værende de to, der blev set ved liget, mens man i en tredje fandt rester i mavesækken af menneskeligt DNA.
Få dage før hun døde blev Mitchell nomineret til Canadian Folk Music Award for Young Performer of the Year.